# 頭ヶ島
頭ヶ島（かしらがしま）は、長崎県五島列島の中通島の東にある島である。全島が長崎県南松浦郡新上五島町に属する。面積約1.86km2、人口13人（2020年国勢調査）。頭ヶ島天主堂を含む「頭ヶ島の集落」がユネスコの世界遺産に登録されており、島の全域が「新上五島町崎浦の五島石集落景観」として国の重要文化的景観に選定されている。

## 地理
住所は長崎県南松浦郡新上五島町友住郷である。中通島東部の友住港の北東に位置し、五島列島の最東端の島である。中通島の赤尾、江ノ浜、友住の集落と合わせて、崎浦地域とよばれる。中通島と最も近い所は孕瀬戸を挟んで約150mほどの距離で、1981年（昭和56年）に頭ヶ島大橋が架けられている。北にはロクロ島、約2.5km東には平島（西海市）がある。台風の被害が多く、過去には頭ヶ島の全島家屋が倒壊したこともある。
島内の集落は白浜地区、浜泊地区、田尻地区、福浦地区の四か所である。白浜地区は頭ヶ島天主堂があり、古くからキリシタンが集まった。白浜遺跡やカトリック共同墓地もある。浜泊地区は頭ヶ島大橋がある。かつて船着場があり中通島と渡船でつながれていた。南岸の田尻地区には潜伏キリシタンにより伝えられた石積みの景観が残る。福浦地区は島の開拓を指導した前田儀太夫が入植した場所である。
中央部を東西方向に丘陵が走り、平地は少ない。周囲はほぼ岩礁で、白浜地区、浜泊地区、田尻地区の3か所のみに砂地がみられる。東部には上五島空港がある。

地質は、五島列島で広くみられる五島層群と呼ばれる地質で、砂岩、泥岩、安山岩質凝灰岩などから成る。特に、淡黄色から黄色の均一な砂岩層が広がっており、これは教会の壁石に使われたといわれている。

五島列島各島の地図
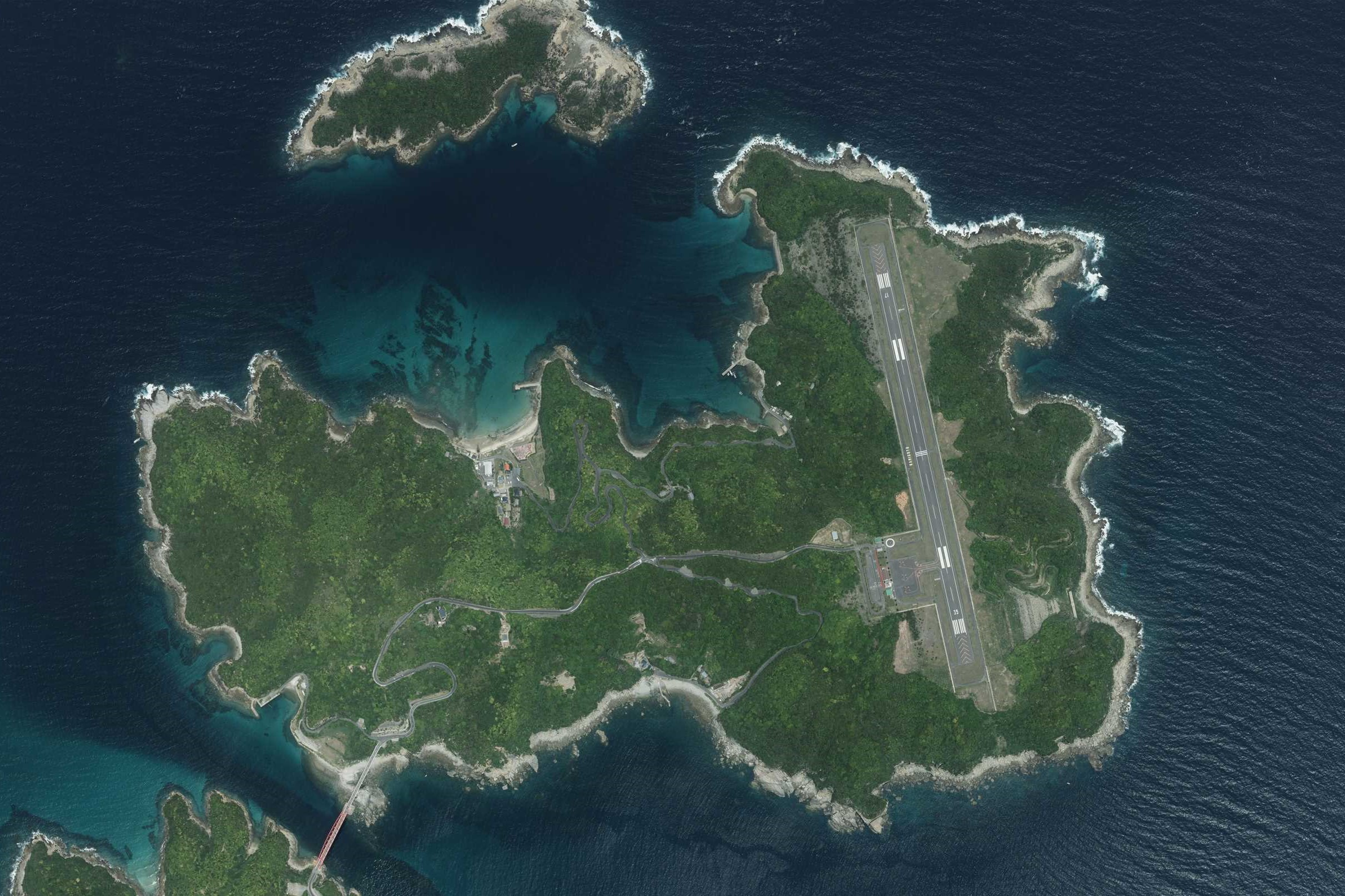
航空写真（2014年）。国土交通省 国土地理院 地図・空中写真閲覧サービスの空中写真を基に作成

## 自然
島のある新上五島町の気候は照葉樹林帯に属する。町の中でも特に頭ヶ島の特徴として挙げられるものとして、マテバシイ萌芽林の群落がある。さらに、田尻地区にあるモクタチバナの群落も特徴的で、モクタチバナの俗名「あくち」にちなんで「あくち山」と呼ばれている。。北風が強いために雑木は育ちにくい。このほか、カンコノキ、ハマヒサカキ、ツワブキ、マツバギクなどが自生している。夏にはユリ類が咲く。
国の天然記念物に指定されているカラスバトが生息している。また、上五島空港は渡り鳥の休息地となっている。

## 産業
もともと漁業に携わる住人が多い地域で、近海ではイセエビやウニが捕れた。また、海藻も多く捕れた。1878年（明治11年）に頭ヶ島郷と周囲の郷が結んだ藻取場に関する取り決めの記録が残されている。1962年（昭和37年）の時点では、遠方へと漁に出る人が多くなっていた。
農業は自給自足で、水田は少なく、米よりもサツマイモが主であった。五島列島の名産品であるかんころもちも作られていた。
江戸時代より島内で石材が採掘され、古くは嘉永期に頭ヶ島の石が用いられたという記録が残っている。石を採ったのは船が寄せられる海岸沿いである。この石は五島石とよばれ、崎浦地域の家屋などに用いられたほか、長崎市や平戸にも出荷されていた。崎浦地域の採石は明治中期から大正期がピークであった。昭和30年ごろまでは石が採られていたが、その後は生産量の不足や交通手段の変化により下火となった。島内には石切場跡が残されているほか、石畳や石塀などの景観が残されている。しかし、同じ崎浦地域の赤尾集落や友住集落では石材業がさかんになったのに対し、頭ヶ島の集落では、石造りの頭ヶ島天主堂が作られたものの、石工や石材業は育たなかった。
昭和時代には福浦地区で真珠が養殖されていた。
世界遺産登録の過程で、新上五島町では集落の保護・保全を踏まえた観光推進計画が考えられている。頭ヶ島天主堂のある白浜地区では、天主堂周辺の屋根の色彩変更や電線の地中化といった景観維持向上がなされている。2015年（平成27年）の時点では頭ヶ島の集落に月平均2140人の来訪者があった。一方で、少数の集落が存在するのみの状態であり、島内人口の減少と高齢化が進んでいるため、将来的な集落の維持が懸念されている。

## 歴史

### 無人島時代
古代の頭ヶ島に人がいた記録として、白浜地区や浜泊地区に縄文時代や弥生時代の遺跡がある。白浜遺跡の発掘調査では、縄文時代の土器が出土され、その中には韓国隆起文土器もあった。また、石鏃や石斧などの石器も出土した。一方で、石皿や磨石など、植物性資源の処理具は発見されていない。これらの出土傾向と、頭ヶ島の居住に向いていない立地環境から考えて、この地には定住しておらず、一時的な活動の場として使われていたと推定されている。具体的には、イルカ、クジラなどの海棲哺乳類の捕獲・解体の場として使われていたと考えられている。一方の浜泊遺跡からは、縄文時代中期を中心として縄文時代前期から弥生時代・古墳時代までの土器や、縄文時代中期の石鋸、石鏃類が出土されている。
1670年（寛文10年）、平戸藩の船が島に漂着し、小値賀島の代官に通報して引き渡された記録が残っている。また、貞享年間（1684年～1688年）までに有川湾の鯨突組の1人が島に居着き、納屋場や船場を設けていた。しかし、古代以降、江戸時代の後期に至るまで、集落を作り定住した記録は残されていない。無人島時代には疱瘡で亡くなった人などの死体を埋める場所として使われており、本島およびロクロ島には古い墓が並んでいる。
1813年（文化10年）、伊能忠敬測量隊が頭ヶ島を測量した。製作された大日本沿海輿地全図には、現在の頭ヶ島大橋付近の位置に家屋が描かれている。しかしこれは漁業の網小屋で、集落ではないと考えられている。

### 集落の成立

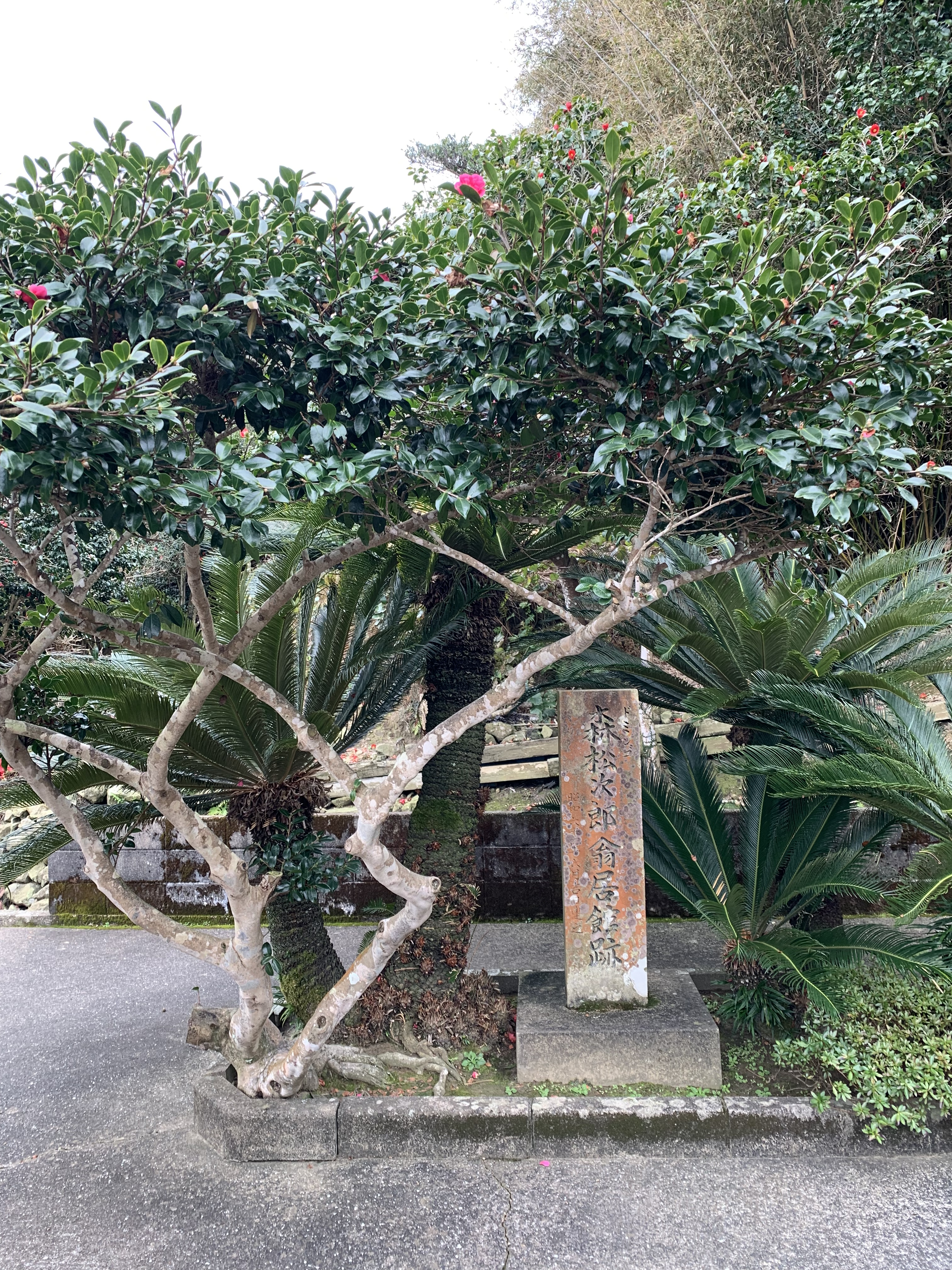
森松次郎翁居住跡

島の開拓に携わった人物として、前田義太夫の名が挙げられる。前田義太夫は五島列島の久賀島出身で、元の名を山口儀助といった。兄である長十郎とともに鯨組として中通島の有川に移り住み、前田義太夫と改名して漁業を営んだ。兄の方は鯨組の支配人となったが義太夫は成功せず、頭ヶ島に移り住んだ。
頭ヶ島には義太夫の墓があり、そこに彫られている「頭ヶ島由来記」には以上の説明がある。そして、義太夫は1858年（安政5年）に代官の許可を得て妻子を連れて島に移り開墾したと記述されている。また、『鯛ノ浦小教区史』にも同様の記述がある。しかし、『五島編年史』では、義太夫自身が頭ヶ島で開墾を始めたのを明治3年としており、年代に相違がみられる。
「頭ヶ島由来記」によれば、義太夫は人々に島への移住を勧めたが、始めは入植を希望する人は現れなかった。しかし義太夫の熱意に応じて次第に入植する人は増えてゆき、開墾が進められた。最初に入植したのは、当時の日本では禁制だったキリシタンの家族であり、1859年（安政6年）のことであった。以降、島には集落が作られてゆき、1867年（慶応3年）には16戸まで増えた。
1867年（慶応3年）、上五島でキリスト教を主導していたドミンゴ松次郎（森松次郎）が島の白浜地区に移住した。この年の調査では、島の住民は16戸130名まで増えている。このうち、キリシタンでない者は前田義太夫一家だけであった。さらに同年の2月には、大浦天主堂からクーザン神父が来島し、ミサが開かれた。このミサには島外からもキリシタンが集まり、その中には、後に初の五島出身司祭となる島田喜蔵もいた。この時期、頭ヶ島は安全に信仰できるという話が伝わり、移住する人やドミンゴ松次郎に教理を教わる人が相次いだ。

### 明治時代
明治時代になると、五島列島では明治政府により五島崩れと呼ばれる大規模なキリシタン弾圧が起こった。頭ヶ島でも、島でコンタツ（キリシタンが使う数珠）が見つかったことを有川村の役人に知られてしまった。前田義太夫が島民を集めて、信者がいるかどうか聞いたところ、全員が信者であると打ち明けた。義太夫はこの事実を有川村の代官に伝えた。そして島民たちが祈っているところに36人の足軽や下代、庄屋などが乗り込み、島民を取り押さえた。ただしドミンゴ松次郎は、事前に島外の魚目地区に移動していたため島にはいなかった。危険を察知した島民たちが避難させていたともいわれている。
島民のうち、戸主は縄で縛られて、島外の友住地区に連れて行かれ、拷問を受けた。それでも改宗しなかったため、有川に移って3か月にわたる拷問と兵糧責めを受け、表面上改宗した。一方、島に残された島民は長屋に閉じ込められていたが、監視の目を盗んで船を出し、全員が島外へと脱出した。
1871年（明治4年）7月、島が属していた福江藩は廃藩置県で福江県となり、同年11月、福江県は統合されて長崎県となった。1878年（明治11年）7月、郡区町村編制法の公布により、島は南松浦郡に編入され、さらに、府県会規則によって、島は南松浦郡有川村に属することになった。その間の1873年（明治6年）、政府はキリスト教禁制の高札を撤去した。これにより、島には元の住人が戻るようになった。
1887年（明治20年）、カトリックに復帰した信徒たちによって、ドミンゴ松次郎宅付近に木造の教会が建てられた。明治の末になると家は30戸以上まで増え、このまま増えると島での生活が持続できないため、福岡県の新田原に約10戸が移住した。明治期には島に分教場が開校し、後に崎浦小学校頭ヶ島分校となった。

### 大正以降
1910年（明治43年）より、木造教会から石造教会への建て替えが始められた。資金不足により工事は何度か中断したが、1919年（大正8年）には現在のカトリック頭ヶ島教会が完成した。
1934年（昭和9年）、有川村が町制施行し有川町となった。頭ヶ島へは町の友住という場所から船が出ていたが、昭和初期までは交通の便が悪く、有川町の中心から友住まで細い道を往復1日かけて歩く必要があった。しかし昭和40年代に、有川と友住をつなぐバス路線が開通し交通の便が改善された。
1981年（昭和56年）に島の東部の山を切り開いて上五島空港が建設され、開港にあわせて頭ヶ島大橋が架けられて中通島と結ばれた。空港建設にあたって、建設用地の住人5世帯16人が移転した。交通の便が良くなったことで一躍脚光を浴び、島を訪れる観光客も増加した。しかし、地形の関係で就航が安定せず、2006年（平成18年）3月に上五島空港を発着する航空路線はすべて休止された。
1960年（昭和35年）時点での人口は243人であったが、昭和後期になると人口減少が進み、空港や橋の建設も人口増加にはつながらなかった。1980年（昭和55年）には35世帯98人が住んでいたのに対し、1990年（平成2年）には22世帯48人になった。また、1960年と1990年の比較では人口が80パーセント減少し、有川町の地区の中ではもっとも減少率が大きかった。
1982年（昭和57年）、崎浦小学校頭ヶ島分校が閉校した。
2004年（平成16年）、有川町は合併し新上五島町となった。

### 人口推移
| 年                 | 人口 |
| ------------------ | ---- |
| 1995年（平成7年）  | 40   |
| 2000年（平成12年） | 29   |
| 2005年（平成17年） | 19   |
| 2010年（平成22年） | 17   |
| 2015年（平成27年） | 15   |
| 2020年（令和2年）  | 13   |

## 世界遺産と重要文化的景観
2007年（平成19年）1月、頭ヶ島教会が「長崎の教会群とキリスト教関連遺産」の教会の一つとしてユネスコの世界遺産（文化遺産）暫定リストへ掲載することが決まり、2015年（平成27年）2月に正式推薦。同年9月にユネスコ諮問機関の国際記念物遺跡会議の現地調査を経た結果、2016年（平成28年）2月に「禁教期に焦点を絞るべき」との指摘をうけ推薦を一旦取り下げ、対応を協議し再推薦は決まったが禁教期を象徴する「頭ヶ島の集落」とすることとなり、頭ヶ島教会は集落景観に包括する扱いとなった。2018年6月30日に長崎と天草地方の潜伏キリシタン関連遺産として世界遺産登録が決定。
この際、世界遺産に求められる法的保護根拠（完全性）を文化財保護法の重要文化的景観とすることが決まった。頭ヶ島は上五島空港敷地を含め全域が「新上五島町崎浦の五島石集落景観」に選定されている。
崎浦の五島石集落における石積み技術は、重要文化的景観「長崎市外海の石積集落景観」に選定されている出津集落などから移住してきた隠れキリシタンによってもたらされた。また、一帯で行われる漁業の主体となるキビナゴ漁は熊本県天草市の﨑津集落（重要文化的景観「天草市﨑津・今富の文化的景観」選定）から伝えられたとされる。これらのことはユネスコが重視する文化循環を象徴している。
世界遺産登録後の2019年度から2021年度に、重要文化的景観の保護事業として、アクセスの悪かった島内の集落をつなぐ里みちの復旧、地元住民が参加するワークショップの開催、発注者・施工者・設計者が同時に現地を歩いて確認するというウォークスルーによる整備事業などの取り組みがなされた。これらの事業に対し、新上五島町、新上五島町文化的景観整備活用委員会、風景デザイン研究所株式会社ＳＴＥＰに2022年度の日本イコモス大賞が授与された。
潜伏キリシタン関連集落画像

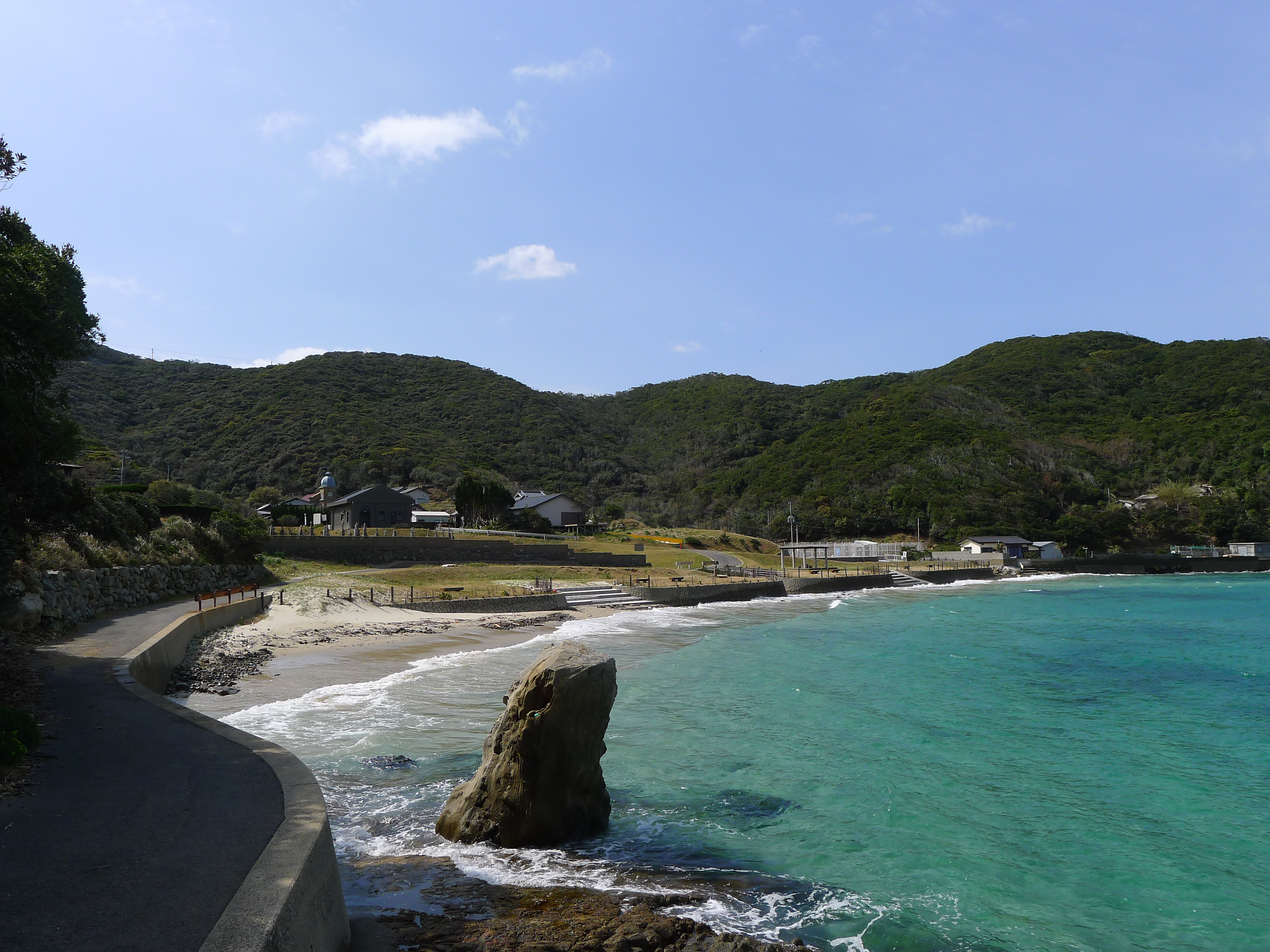
白浜集落遠景
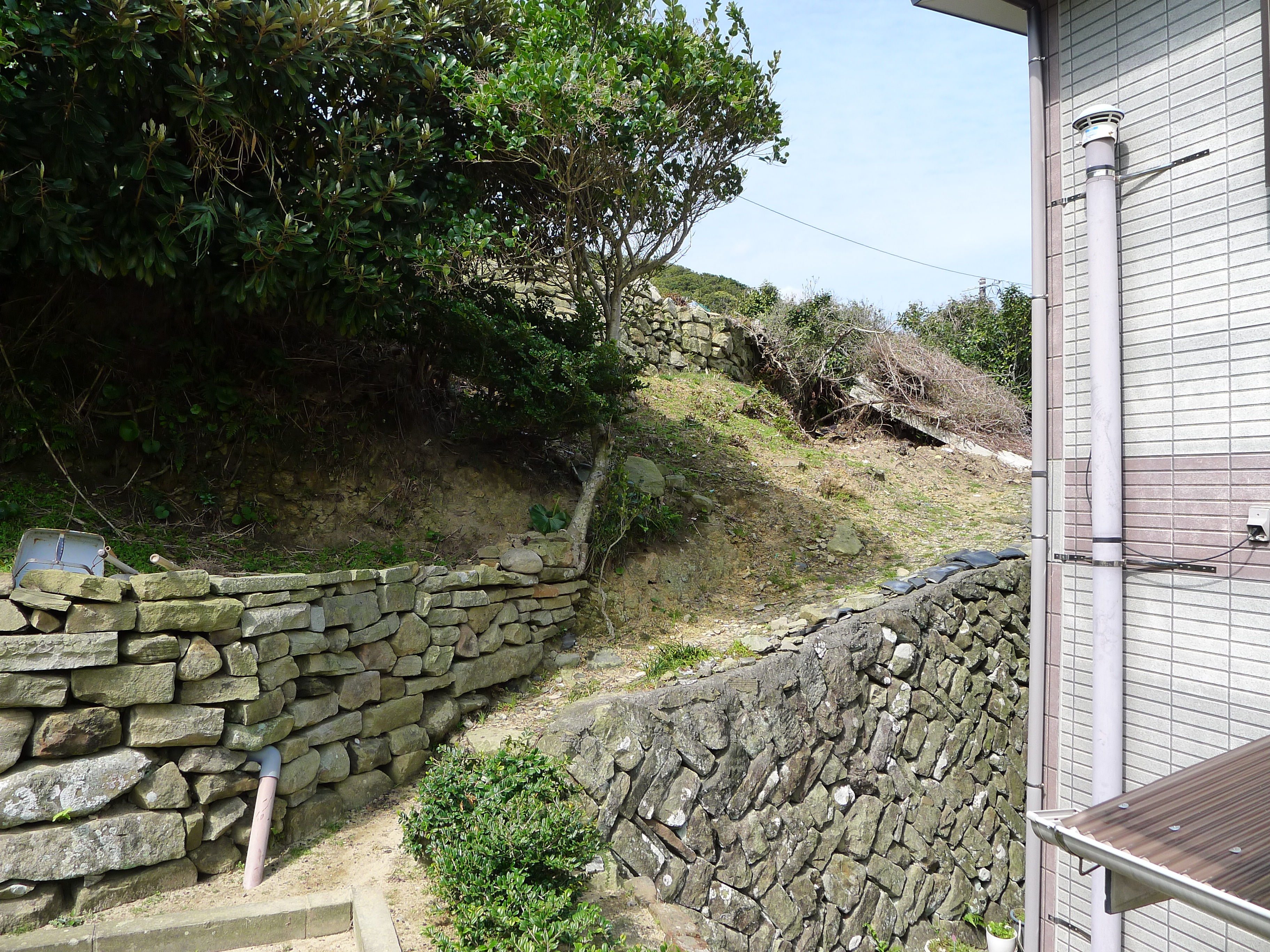
白浜集落の石積み垣根
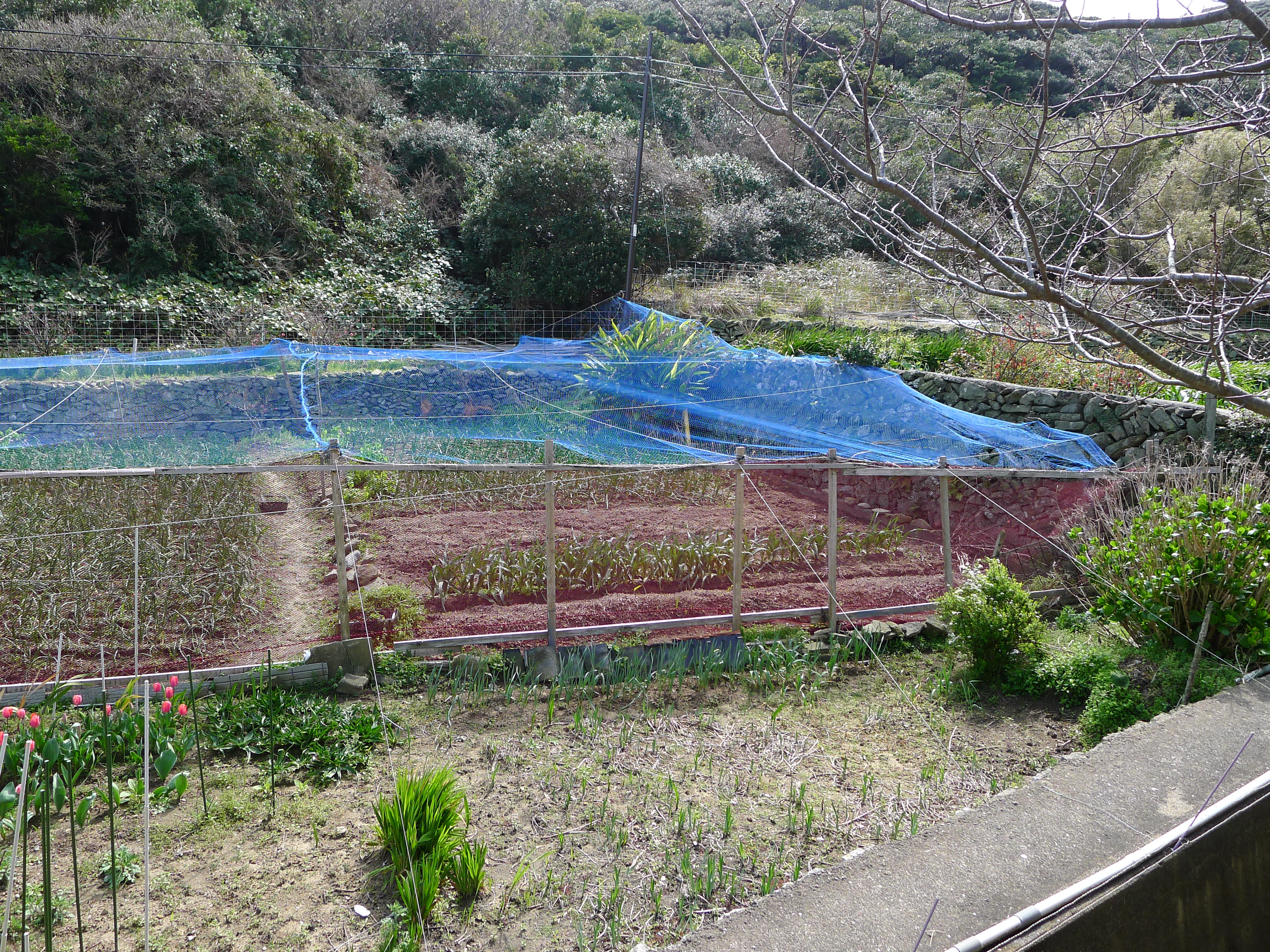
白浜集落の畑垣
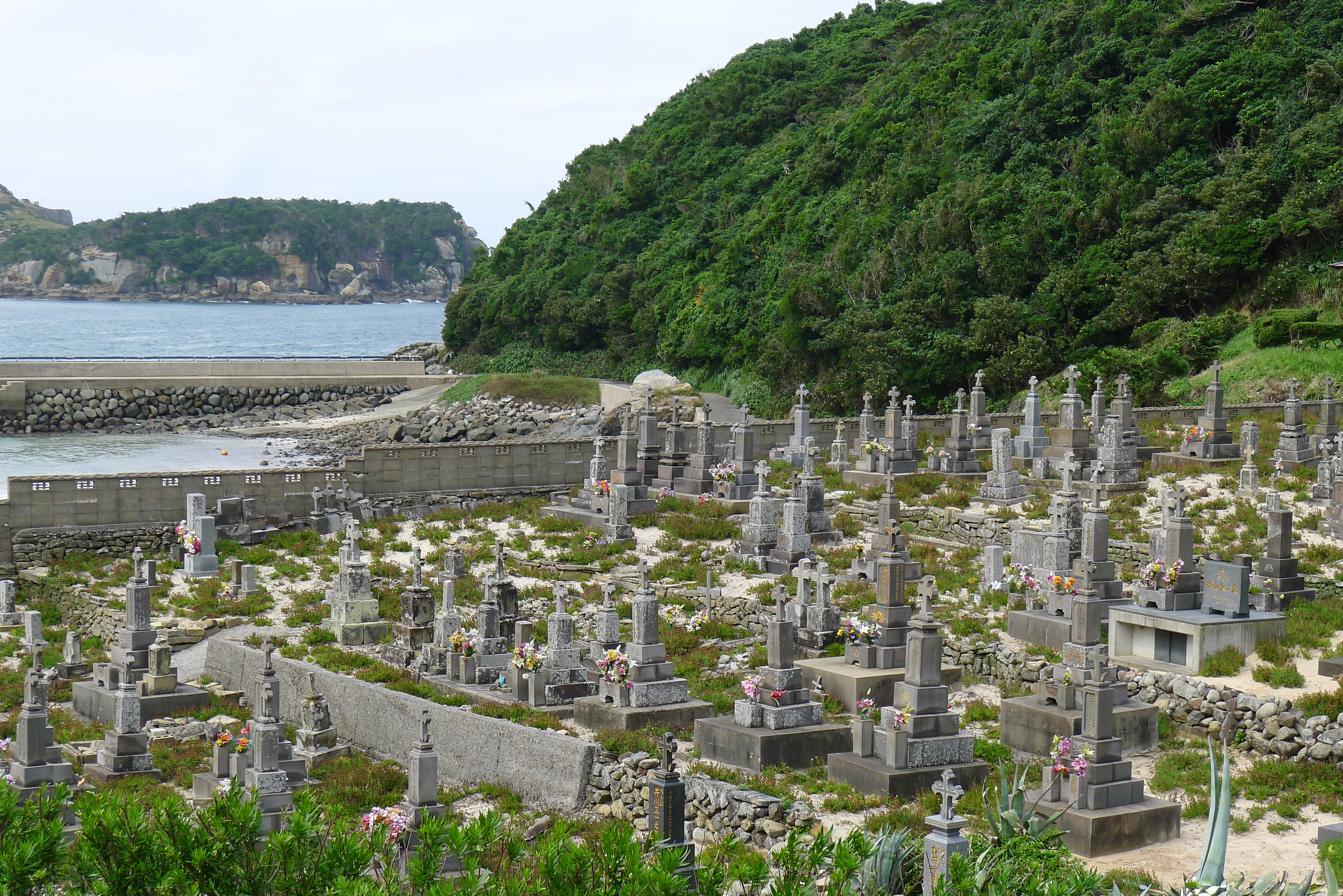
白浜集落のキリシタン墓地
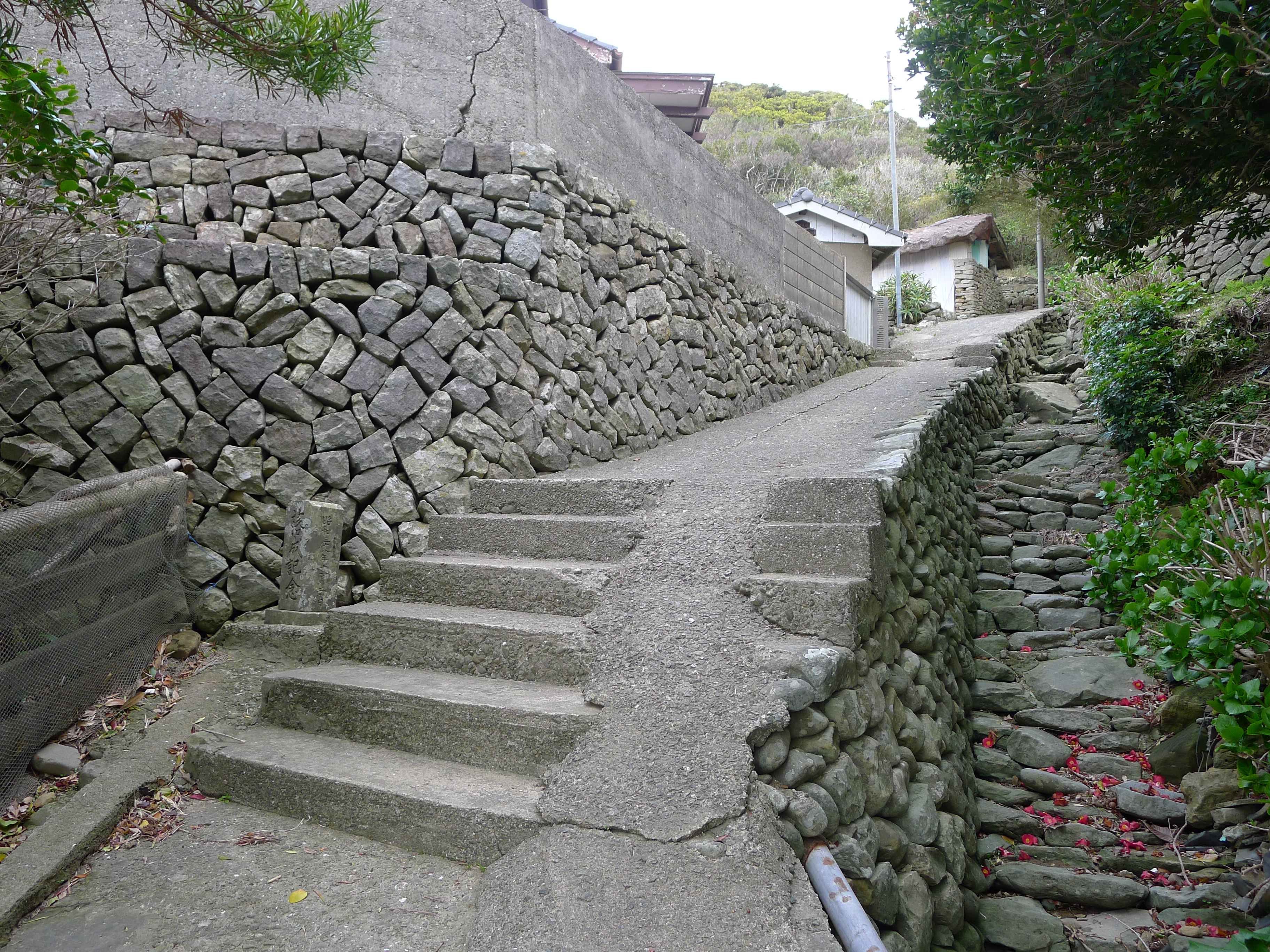
田尻集落の路地
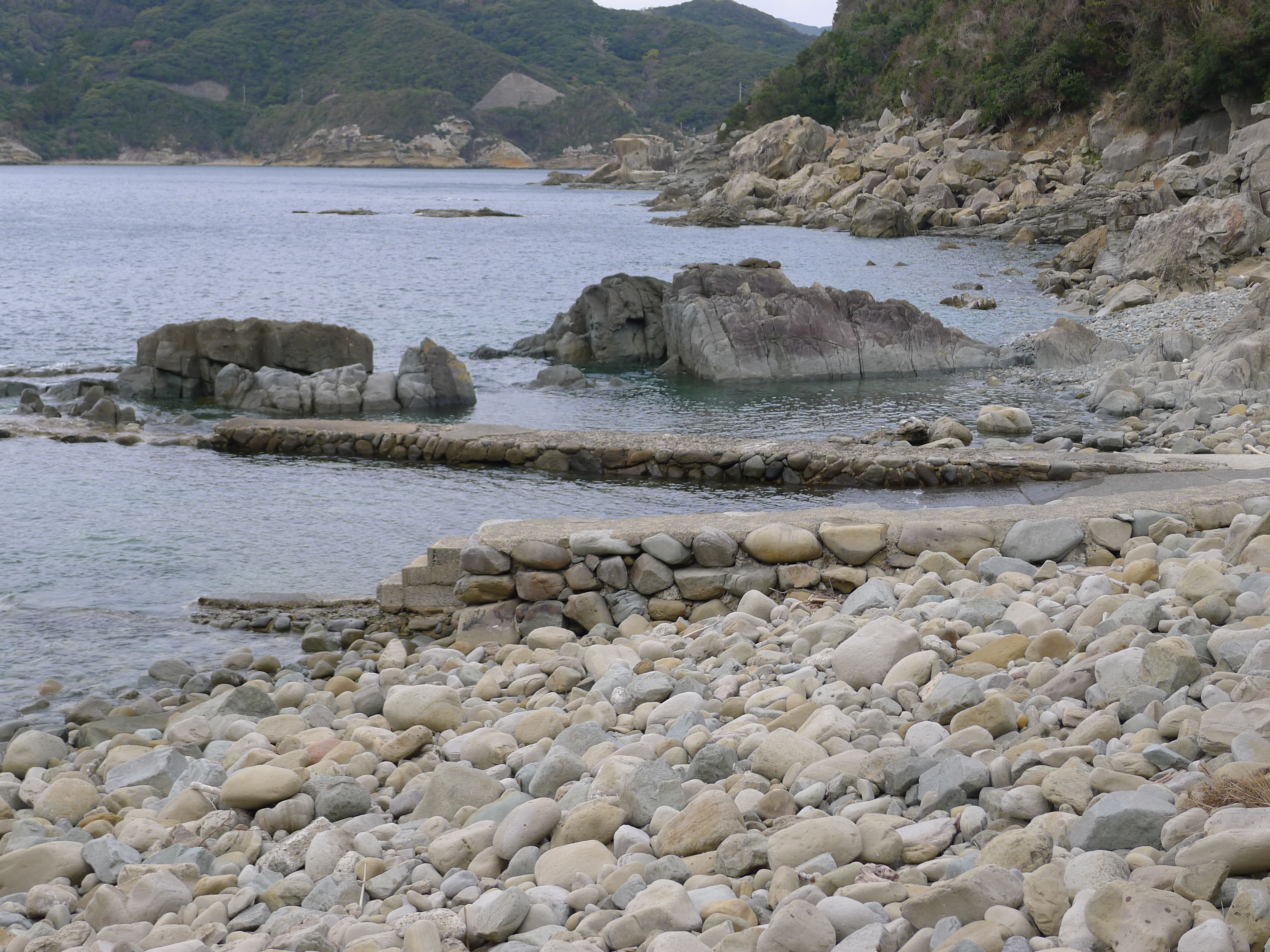
田尻集落の石積み桟橋

## 施設・文化財

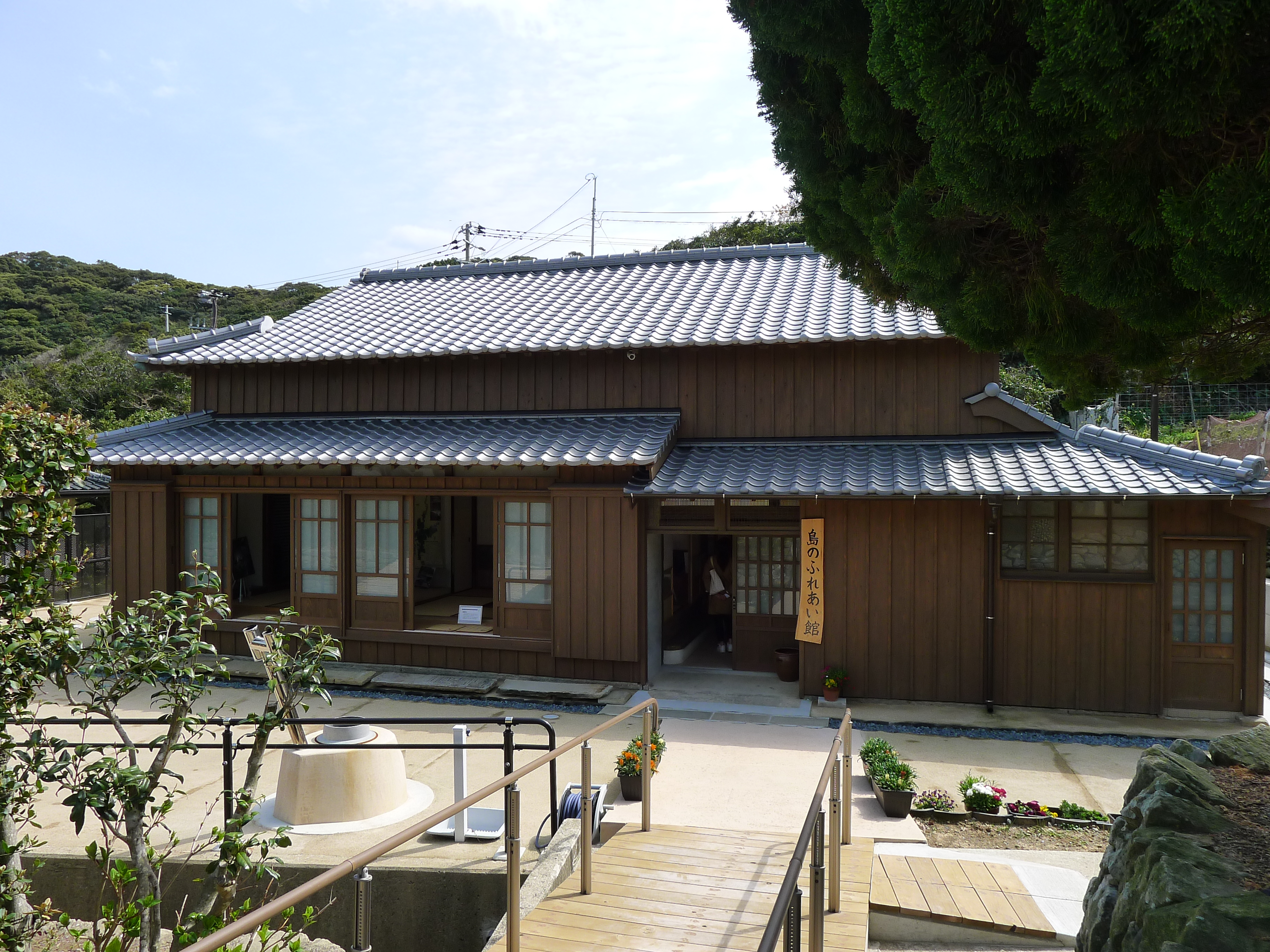
島のふれあい館

- 頭ヶ島天主堂

国指定重要文化財。1910年着工、1919年竣工。鉄川与助の設計・施工による石造りの教会。
- 頭ヶ島開拓主導者前田家墓所

前田儀太夫の墓碑を中央として、向かって右側に二代目の長平、左側に三代目の正義の墓碑がある。2019年12月25日、墓域を区画する石垣積を含んで新上五島町の町指定文化財に指定された。儀太夫の墓碑には、長平の依頼により平田又八が1895年（明治28年）に記した「頭ヶ島由来記」が刻まれている。なお、墓所は私有地にありその場所は公開されていない。
- 島のふれあい館

古民家を改修した建物で、来訪者との交流や情報発信のために、2018年にオープンした。
- カトリック共同墓地（キリシタン墓地）

頭ヶ島天主堂の横に位置する共同墓地。日本の仏教的な石碑の上に十字架が立てられている。明治時代のカトリックへの復帰後に整備されたが、それ以前も、白浜の全体が墓地として使われていた。5月ごろには赤いマツバギクが敷地内に咲く。敷地内に立ち入ることはできない。

## 島名の由来
昔、有川湾を漂っていた唐仏が、風と波により頭部と躰部に分かれ、それぞれ別の島に流れ着いた。その後、頭部が流れ着いた島を「頭嶋（かしらがしま）」、躰部が流れ着いた島を「六ろ嶋（ろくろしま）」と呼ぶようになった。この仏像は有川の堂崎に一時期安置されていたが、その後は魚目浦の観音堂に移して安置された。
以上が頭ヶ島およびロクロ島の由来として伝えられている話で、1688年（貞享5年）に描かれた『魚目浦絵図』の添書に書かれている。『魚目浦絵図』添書によれば、この仏像は新上五島町の常楽院にある山中観世音像であり、常楽院に伝わる『常楽院文書』にも上記の由来が書かれている。しかし、1998年（平成10年）に常楽院の山中観世音像を調査したところ、像は頭と胴体をつなげたものではなく、クス材の一本造りであることが分かった。また唐仏ではなく、南北朝から室町時代に日本で造られた像であることも明らかになった。これらの証拠から、辻唯之は、上記の由来は常楽院が貞享年間に再建されるときに作り上げられたものではないかと推測している。

## 交通
佐世保港（佐世保市）からのフェリー・高速船が発着する中通島の有川港から頭ヶ島天主堂まで車で約20分。有川港からは西肥自動車の路線バス（頭ヶ島教会行き）もある。以前は景観保護のため、自動車での来島の際には上五島空港で停車しシャトルバスに乗り換える必要があったが、2021年3月にシャトルバス送迎が終了したため、自動車での頭ヶ島天主堂付近への乗り入れが可能になった。上五島空港の滑走路があるが、2025年現在、利用者現により定期便はない。